# Mladen
Mladen je mužské křestní jméno slovanského původu, četné zejména v zemích bývalé Jugoslávie, obzvláště pak v Chorvatsku. Je odvozeno od slova mladý. Podle chorvatského kalendáře slaví svátek buďto 3. ledna, nebo 28. prosince.
Ženská podoba je Mladena, popřípadě Mladenka. Od jména jsou též odvozeny málo početné varianty Mladenko, Mladoje, Mlađan, Mlađen a Mlađo.

## Počet nositelů
V roce 2014 žilo na světě přibližně 62 823 nositelů jména Mladen, z nichž přibližně 92,6 % žije na území bývalé Jugoslávie a Bulharska.
| Stát                | Četnost | Pořadí |
| ------------------- | ------- | ------ |
| Chorvatsko          | 25 770  | 24.    |
| Srbsko              | 9 230   | 175.   |
| Bosna a Hercegovina | 8 879   | 79.    |
| Bulharsko           | 8 362   | 185.   |
| Severní Makedonie   | 2 656   | 169.   |
| Slovinsko           | 1 670   | 317.   |
| Černá Hora          | 1 130   | 133.   |
| Kosovo              | 457     | 788.   |

## Vývoj popularity
Nejvíce populární bylo jméno Mladen v Chorvatsku od 20. let do první poloviny 80. let 20. století. V sedmdesátých letech začala popularita jména rychle klesat. Nejvíce populární bylo jméno v roce 1960, ve kterém se narodilo 3,08 % nositelů žijících k roku 2013. V současnosti je již jméno mezi novorozenci vzácné, k roku 2013 činila popularita jména pouze 0,04 %.

## Známé osobnosti
- Mladen Božović – černohorský fotbalista
- Mladen Grdović – chorvatský zpěvák a skladatel
- Mladen Lorković - chorvatský politik
- Mladen Mladenov – bulharský zápasník
- Mladen Mladenović – chorvatský fotbalista
- Mladen Naletilić - chorvatský válečník
- Mladen Petrić – chorvatský fotbalista
- Mladen Ramljak - chorvatský fotbalista
- Mladen Stojanović – bosenský lékař a partyzán
- Mladen Varaga – bosenský basketbalista
- Mladen Vasilev - bulharský fotbalista
- Mladen Veselinović – bosenský fotbalista